# میلوان رایواچ
میلوان رایواچ (صربی: Милован Рајевац؛ زادهٔ ۲ ژانویهٔ ۱۹۵۴) یک مربی فوتبال اهل صربستان است.

## باشگاهی
از باشگاه‌هایی که در آن بازی کرده‌است می‌توان به ستاره سرخ بلگراد، وویوودینا و ستاره سرخ بلگراد اشاره کرد.

## تیم ملی
وی همچنین در تیم ملی فوتبال یوگسلاوی بازی کرده است.